# Биосфера (фильм)
«Биосфера» (англ. Biosphere) — научно-фантастический фильм американского режиссёра Мел Эслин с Марком Дюплассом и Стерлингом Брауном в главных ролях. Его фестивальная премьера состоялась в 2022 году, 7 июля 2023 года картина вышла в прокат.

## Сюжет
Главные герои фильма — двое друзей, президент США и его друг-учёный. Им удаётся пережить конец света, укрывшись в специальном автономном комплексе, однако вскоре выясняется, что одна из систем жизнеобеспечения дала сбой.

## В ролях
- Марк Дюпласс
- Стерлинг Браун

## Премьера и восприятие
Фильм впервые показали на кинофестивале в Торонто в 2022 году. 7 июля 2023 года картина выйдет в прокат. Первые зрители высоко его оценили.